# Bordj Emir Khaled
Bordj Emir Khaled (em árabe: برج الأمير خالد) é uma cidade localizada na província de Aïn Defla, no norte da Argélia. Sua população era de 8 598 habitantes, em 2008.